# 進藤崇
進藤 崇（しんどう たかし）は、日本の国土交通技官。茨城県土木部長、内閣府政策統括官付参事官、復興庁統括官付参事官などを歴任した。

## 人物・経歴
山形県酒田市出身。北海道大学工学部土木工学科卒業後、1984年建設省入省。1996年国家公務員採用Ⅰ種試験専門試験試験専門委員。
国土交通省中部地方整備局高山国道工事事務所長を経て、2001年国土交通省道路局企画課企画専門官。2008年国土交通省道路局企画課道路事業分析評価室長。2009年茨城県土木部都市局長。2010年茨城県土木部長。2011年国土交通省大臣官房付。
農林水産省農村振興局整備部農村整備官付農村整備調査官を経て、2013年国土交通省九州地方整備局熊本河川国道事務所長。
2015年内閣府参事官（地方・訓練担当）（政策統括官（防災担当）付）。2016年復興庁統括官付参事官。
2017年本州四国連絡高速道路企画部長。2019年国土交通省大臣官房付、即日辞職。2020年近代設計常務執行役員企画本部技術推進担当、関東地域づくり協会会員。2022年近代設計常務執行役員技術本部技師長。